# Nash Ridge
Nash Ridge ist wuchtiger und hoch aufragender Gebirgskamm im ostantarktischen Viktorialand. Er ist 16 km lang, 8 km breit und erstreckt sich in der östlichen Eisenhower Range zwischen dem O’Kane-Gletscher und dem Priestley-Gletscher.
Der United States Geological Survey kartierte ihn anhand eigener Vermessungen und mithilfe von Luftaufnahmen der United States Navy aus den Jahren von 1955 bis 1963. Das Advisory Committee on Antarctic Names benannte ihn 1968 nach dem US-amerikanischen Biologen Harold Anthony Nash (* 1918), der in den antarktischen Sommern von 1965 bis 1966 und von 1966 bis 1967 auf der McMurdo-Station tätig war.